# Coprophanaeus pluto
Coprophanaeus pluto är en skalbaggsart som beskrevs av Edgar von Harold 1863. Coprophanaeus pluto ingår i släktet Coprophanaeus och familjen bladhorningar. Inga underarter finns listade i Catalogue of Life.